# Cockshutt (Shropshire)
Pour les articles homonymes, voir Cockshutt.
Cockshutt est une paroisse civile et un village du Shropshire, en Angleterre.